# Cmentarz żydowski w Mszczonowie
Cmentarz żydowski w Mszczonowie – został założony w 1763. Do naszych czasów zachowało się kilkadziesiąt macew, z których najstarsza pochodzi z 1772. Cmentarz ma powierzchnię 0,7 ha i jest ogrodzony drucianą siatką. W ostatnich latach cmentarz poddano renowacji m.in. odbudowano ohel rabina Arona Kohena.